# You Too
Eloy de Oliveira, mais conhecido como You Too, foi um artista plástico e grafiteiro brasileiro. Foi considerado o principal grafiteiro da Rocinha, no Rio de Janeiro, onde morava. Além de grafitar, You Too era pintor de quadros surrealistas e costumava dar aulas na Casa de Cultura da comunidade. O artista se tornou conhecido no exterior graças aos quadros que vendia a turistas.
You Too faleceu no dia 23 de outubro de 2006, aos 34 anos, num acidente de trânsito. O artista perdeu a direção de sua motocicleta e bateu em um táxi, na Rua Aquarela do Brasil, em São Conrado, Zona Sul do Rio de Janeiro. Faleceu imediatamente.